# MEGUMI
MEGUMI（メグミ、1981年〈昭和56年〉9月25日 – ）は、日本のタレント、女優、映像プロデューサー、実業家、元グラビアアイドル、元歌手。本名：山野 仁（やまの めぐみ）。
岡山県倉敷市出身（出生は島根県松江市）。倉敷市立中島幼稚園、倉敷市立中島小学校、倉敷市立倉敷第一中学校卒業。私立倉敷翠松高校（在学当時は女子高）中退。

## 来歴

### 学生時代
松江市で生まれた後、5歳の時に母と共に倉敷市に転居し、運送会社で経理をする母に女手一つで育てられた。幼い頃から、考える前に体が動くというタイプで好奇心旺盛な性格だった。小学生の頃は、そろばん、習字、バトントワリングなどの習い事をしていた。小学校から高校1年まで陸上の短距離選手で、岡山県大会にも出場した。中学時代は陸上部に所属。
中学生頃にR＆Bのローリン・ヒルの他、ロックの忌野清志郎やジミ・ヘンドリックスなどの曲を聞いて音楽に夢中になった。高校1年生の頃に週3日のバイトを始め、母から大学を出て安定した仕事に就くよう言われていたが、学校にはよく遅刻していた。
R&B歌手に憧れて歌を学ぶため母にアメリカに短期留学したいと告げると反対されたため、態度で示そうとバイトを週6日に増やし、学校にも遅刻せずに通うようになった。約3か月後、母からアメリカへの短期留学の許可が下りて30万円を渡され、高校1年生の時に渡米して3か月間滞在。これを含めて高校時代に計4回ニューヨークに短期留学し、滞在中は語学力不足やアメリカの食事に苦労しながらも、教会に通ってゴスペルを習った。

### グラビアアイドルとして
R＆Bやソウルミュージック系歌手を目指して18歳で上京し、バイトしながらヴォーカルオーディションに毎週のように応募するも、書類審査で不合格となる日々が続いた。19歳の時、その様子を見ていたバイト先のオーナーが知り合いのイエローキャブの社長・野田義治に連絡を取ってくれたという。イエローキャブがグラビアアイドルの事務所と聞いて一瞬迷ったが、「19歳で歌手デビューするには遅いかも。チャンスがあるならグラビアでも」と思い直した。面談すると、野田から即採用されて「来週からサイパンに行ってもらうから」と告げられ、グラビアアイドルとしてデビューすることになった。芸名は最初の写真集を撮る際、連れていかれた現場での野田義治の「お前は今日からMEGUMIだ!」の一言で決定。
グラビアを始めてからしばらくは、本人曰く「自分の写真は表情が硬く、いつも顔がむくんでいるように見えた」という。グラビアタレントとして埋もれないために、他の女性タレントの写真集を買い漁って表情やポージングを研究した。意図せず始めたグラビアだが、撮影スタッフなどとロケに行って作品を作り上げる魅力を感じるようになり、好きな仕事になった。ほどなくして写真集を10冊以上を出すほどの人気グラドルとなった。
新人時代、バラエティ番組『明石家マンション物語』（1999年～2001年放送）に水着を着て立っているだけの出演をした際、トーク中の明石家さんまから突然「おね～ちゃん、胸大きいな～」と話を振られた。予想外のことでとっさに「うるせ～な」と言ってしまい、内心「やばい、さんまさんに失礼なこと言ってしまった。終わった」と思ったが、さんまから手を叩いて「なんやお前！？（笑）」と面白がられた。新人女性タレントらしからぬこの返しが功を奏し、これを機にバラエティ番組の出演依頼が増えた。
「甲高いアイドル声と可愛さを前面に出す」というアイドル路線が一般的であった当時において、グラビア活動主体の新人タレントとしては、体型以外で飛び抜けたセールスポイントはなかった。しかしながら、よく通る声と、「おっさんトーク」とまで揶揄された核心に触れるトークで人気を博した。また、2003年 - 2004年4月頃まで関根勤率いる「関根勤とパロディー集団」として『エンタの神様』にVTR出演。
2004年、所属事務所をイエローキャブからサンズエンタテインメントに移籍。その後は女優業にも進出。
イエローキャブ分裂時には事務所残留を希望したとされるが、野田義治の知人の紹介で入社した関係上、野田に付いて行かざるを得なかったとされている。
2023年に出版した美容エッセイ「キレイはこれでつくれます」（ダイヤモンド社）が、幅広い層から支持され、累計発行部数が60万部を突破するベストセラーとなった。また、2024年5月29日には、自身プロデュースのスキンケアブランド「オレリー」の商品が発売された。

### 歌手として
2003年から2004年の約1年間、歌手として活動した。
2003年7月16日、坂本九の「見上げてごらん夜の星を」をダンスホールレゲエ調にアレンジし、日本のレゲエラッパーCORN HEADをフィーチャリングしたマキシシングルと、同曲を含む5曲入りのミニアルバム『MY NAME IS MEGUMI』を同時リリースし、念願の歌手デビュー。しかし、オリコン週間チャートにおいては、最高位130位という結果に終わった。
その後も、今度はCORN HEAD側からのオファーでフィーチャリングという形で参加したCORN HEAD名義のシングルでありラッツ&スター「め組のひと」のカバー曲である「め組のひと feat.MEGUMI」、Yellow Girls名義でリリースした「六甲おろし」のカバー「六甲おろし〜Yellow Girls Version〜」の他、2004年までにシングルを3枚、ケツメイシのRyojiやSILVA、"DOUBLE BLADES"名義のNao'ymtやshungo.、YANAGIMANといった第一線で活躍するアーティストや音楽プロデューサー、コンポーザー、リリシストがこぞって参加したフルアルバム『LOVE ALL PLAY』を相次いでリリース、歌手活動を継続したが、ヒット曲には恵まれず、オリコンチャート上位などには無縁であった。

### 結婚後の芸能活動
グラビアやテレビタレントとして順風満帆だった2008年に結婚し、2009年に長男を出産。以後ママタレ枠の仕事が増えたが、「自宅の冷蔵庫の中身を見せて下さい」のような仕事ばかりで、自分がやりたい仕事とのギャップが大きかった。徐々に違和感を感じるようになり、ある時ママタレ枠の仕事を断ったのを境に、気づけばバラエティ番組出演のオファーがほとんど来なくなっていたという。
これによりバラエティタレントとしての仕事復帰がなかなかできない状況が続いたある日、白石和彌監督の映画『孤狼の血』（2018年）への出演を依頼された。出演シーンは数分という短いものだったが、主役の役所広司演じる刑事と「取調室で背徳行為におよぶ人妻」という体当たりの役だったことから出演を決めた。役柄の女性の話し方、生活感などを細かく想像しながら現場に向かい、命がけで撮影に臨むと白石から演技を認められ、これが白石作品『ひとよ』への出演に繋がった。同作と『台風家族』での演技が評価され、第62回ブルーリボン賞助演女優賞を受賞するなど、俳優として大きく成長した。

### 実業家として
2012年に「CALMA．」ブランドで子ども服のセレクトショップを展開。これは上手くいかなかったが、2016年には石川県・金沢でパンケーキカフェ「Cafeたもん」をオープン。2023年現在も経営している。

### 映像プロデューサーとして
2019年頃からのコロナ禍により映画界では撮影を中断する作品もあり、多くの俳優が休業状態となった。これにより本人は「仕事を待つより自分で作品を作ろう」との考えから、上田誠に脚本・演出を、大東駿介に出演を依頼してドラマ『クラムジー・ジャーニー』をプロデュースすることになった。
以後、映像プロデューサーとして映画・テレビドラマ制作にも積極的に取り組んでいる。特に短編映画「LAYERS」(2022年、内山拓也監督)の制作において自身は出演せずプロデュース業に専念し、作品はショートショートフィルムフェスティバル&アジア2022にノミネートされた。
2023年に単身でスペイン・バルセロナへ旅行した際には「スペインで日本人女性が主人公の映画を撮りたい」という願望が湧き、帰国後実現に向けて動き出した。その一環として、まず『アナザースカイ (テレビ番組)』（現在の番組名はGoogle Pixel Presents ANOTHER SKY、日本テレビ制作）へのゲスト出演（訪問地バルセロナ）の企画を自らテレビ局に持ち込んで実現させ、2024年に当地を再訪して映像関係者と交流する姿が放映された。

### 家族
2008年7月7日にDragon Ashのボーカル降谷建志と結婚。所属事務所を通じてマスコミ向けに発信されたFAXにて「赤ちゃんを授かったので、本日入籍しました」と発表した。妊娠のため舞台『悪い冗談のよし子』を急遽降板した（代役は山田まりや）。2009年2月6日に第1子男児を出産した。
長男の降谷凪は、2020年1月公開の映画『ラストレター』で俳優デビューした。
2023年12月30日に降谷との離婚成立をInstagramで発表した。

### 受賞
2019年、映画『台風家族』と『ひとよ』の演技が評価され、第62回ブルーリボン賞助演女優賞を受賞する。
2024年、第35回日本ジュエリーベストドレッサー賞 40代部門を受賞する。10月、第20回クラリーノ美脚大賞2024 オーバー40ty部門を受賞する。11月、anan AWARD 2024 エンパワメント部門と第53回ベストドレッサー賞 芸能部門とオリコン本ランキング タレント本1位を受賞する。

## 人物

### 名前の由来・ニックネーム
両親は男の子が欲しかったので、名前も「仁（じん）」と決めていた。今でも母は娘を「ジン」と、友達は「ジンちゃん」と呼んでいるという。本名は「仁」と書いて「めぐみ」と読む。
子供のときのあだ名は、四股名風の「メグの花」だった。

### 趣味・特技
趣味：書道（八段）、乗馬、アイドルの写真集集め（約200冊）、そろばん。
特技：料理（水餃子・炒飯）、スポーツ、英会話。
好きな色はピンク。

### 方言
岡山県育ちのため「おどりゃあ、ちばけな」（お前、ふざけるな）「でーれーうめぇ」（凄く美味い）などの岡山弁を話すこともある。

### エピソード
- 最初の写真集が発売された時、地元へ帰省してみたところ、書店の店頭に「近所のあの子が脱いだ!」という宣伝ポップがあったのがショックだった、というエピソードをトーク番組で紹介した事もある。グラビア活動に関してはかなりの勉強家であり、撮影の際には積極的にアイディアを提供している[注 5]。グラビア活動卒業後は、毒舌バラエティタレントで通っている。
- 顔が森三中の村上知子に似ているとお互いに言われている[26]。また、ピスタチオみたいな顔と言われたこともある[27]。
- 2003年12月、テレビ朝日系『徹子の部屋』に出演した際、司会の黒柳徹子がMEGUMIの大きな胸を触って、エンディングを迎えると言う前代未聞の演出があった[28]（2008年及び2011年に同番組に再出演した際にもその話題が触れられた）。
- 2005年7月18日、ドラマの撮影でロケ地に向かう途中、マネージャーの運転する車の後部座席で横になっていたところ、後続のバス2台とトラックに追突されるという交通事故に遭い、恥骨のみ骨折と診断され、2週間ほど入院。入院中は医者が回診に来ては恥骨の辺りを触るが、来ないと寂しかったという。退院後は静養し、8月下旬仕事に復帰した[注 6]。後に、フジテレビ系『森田一義アワー 笑っていいとも!』で「恥骨骨折をした」と語る。

## 出演

### テレビ番組
- 大西泰斗の英会話☆定番レシピ（2022年4月4日から、NHK教育テレビジョン）- 生徒 役[29]
- 上田と女が吠える夜（日本テレビ、2022年4月6日 - ）- レギュラー

#### 過去のレギュラー出演
- 明石家サンタの史上最大のクリスマスプレゼントショー（2001年12月24日、フジテレビ）アシスタント
- 走れ!ガリバーくん（関西テレビ）
- NHKミニミニ映像大賞（NHK総合）
- ばちこい!（瀬戸内海放送）
- 虎の門（テレビ朝日）
- 志村けんのバカ殿様（フジテレビ）
- とんねるずのみなさんのおかげでした（フジテレビ）
- トリビアの泉 〜素晴らしきムダ知識〜（フジテレビ）
- エンタの神様（日本テレビ）パロディスト名義
- アフリカのツメ（日本テレビ）
- くりぃむナントカ（テレビ朝日）
- さとこいめぐさん（2004年10月 - 2005年3月、日本テレビ）
- クイズプレゼンバラエティー Qさま!!（2004年10月 - 2005年3月、テレビ朝日）
- 抱きしめたいっ!（2005年4月 - 2006年3月、読売テレビ）
- ブログタイプ（2005年4月 - 9月、フジテレビ）
- 世の中どこ見てんのよ!?ジャリバラ!（2005年10月 - 2006年3月、フジテレビ）
- アスリート応援TV! ニッポン!チャ×3（2006年4月 - 2007年2月、TBSテレビ）
- 世界ウルルン滞在記（2006年4月 - 2007年4月、毎日放送）レギュラー解答者
- なつめぐ堂リアルスタイル（2006年4月 - 2007年12月、中部日本放送）
- YOUたち!（2006年11月、日本テレビ）マンスリー女性MC
- シンボルず（2007年4月 - 2008年9月、テレビ東京）
- 全国一斉!日本人テスト（2008年4月 - 2009年7月、フジテレビ）司会
- ASAHI SUPER DRY The LIVE NAVI（2008年4月 - 、MUSIC ON! TV）
- 土ようマルシェ（2011年4月9日 - 2012年3月17日、NHK）司会
- 知りたがり!（フジテレビ）知りたがりすと（木曜）

### 配信番組
- バラステ・虎の門 TIGER'S GATE-LIVESHOW（2018年5月20日、AbemaTV） - MC
- ダマってられない女たち（2024年12月13日[30] - 、ABEMA） - MC

### テレビドラマ
- 茂七の事件簿3 ふしぎ草紙（2003年、NHK） - おすが 役
- 気遣い純喫茶（2004年、フジテレビ〔関東ローカル〕） - メグミ 役
- プライド（2004年1月 - 3月、フジテレビ） - 石川知佳 役
- 離婚弁護士 第6話（2004年5月20日、フジテレビ） - 園田リカ 役
- 水戸黄門 〜第33部最終回秋の2時間スペシャル〜（2004年9月20日、TBSテレビ） - おかっぴき娘・おけい 役（華原朋美、SAYAKAと助っ人出演）
- ラストクリスマス（2004年10月 - 12月、フジテレビ） - 高瀬彩香 役
- 救命病棟24時 第3シリーズ（2005年1月 - 3月、フジテレビ） - 大友葉月 役
- いま、会いにゆきます（2005年7月 - 9月、TBSテレビ『日曜劇場』） - 三浦沙織 役
- 風のハルカ（2005年10月 - 2006年4月、NHK連続テレビ小説） - 東山亜矢 役
- ブスの瞳に恋してる（2006年4月 - 6月、関西テレビ） - 佐々木翔子 役
- 24時間テレビスペシャルドラマ ユウキ（2006年8月26日、日本テレビ） - ひろみ 役
- 僕の歩く道（2006年10月 - 12月、関西テレビ） - 大石千晶 役
- 今週、妻が浮気します 第6話・第11話（2007年2月20日・3月27日、フジテレビ） - 遠藤亜里沙 役
- 世にも奇妙な物語 2007年秋の特別編「カウントダウン」（2007年10月2日、フジテレビ） - 本多美紀子 役
- 相棒 season6 第11、12話（2008年1月16日、23日、テレビ朝日）
- だいすき!!（2008年1月17日 - 3月20日、TBSテレビ） - 野村陽子 役
- モンスターペアレント 第3話（2008年7月15日、フジテレビ）
- 上海タイフーン（2008年9月13日 - 10月18日、NHK総合） - 遠野麻里 役
- LIAR GAME Season2（2009年12月 - 2010年1月19日、フジテレビ） - 大塚マリエ 役
- FACE MAKER 第5話「目撃者」（2010年11月4日、読売テレビ） - 工藤初美・志村奈々 役
- 都市伝説の女 第2話（2012年4月20日、テレビ朝日） - 臼井里美 役
- 鍵のかかった部屋 第8話（2012年6月4日、フジテレビ） - 安西理佳子 役
- そこをなんとか（2012年10月21日 - 12月16日、NHK BSプレミアム） - 久保田亜紀 役
  - そこをなんとか2（2014年8月3日 - 9月21日）
- 宮部みゆきミステリー パーフェクト・ブルー 第6話（2012年11月12日、TBSテレビ） - 葉山夕紀 役
- お助け屋☆陣八 第7話（2013年2月21日、読売テレビ） - 澤田夏実 役
- 白衣のなみだ 第一部「余命」（2013年4月1日 - 4月26日、東海テレビ） - 保井きり子 役
- 八重の桜（2013年5月19日・12月1日、NHK） - 水野テイ　役
- ガリレオ 第2シーズン 第九章（2013年6月10日、フジテレビ）
- 家族の裏事情（2013年10月25日 - 12月13日、フジテレビ） - 三松すず 役
- 慰謝料弁護士〜あなたの涙、お金に変えましょう〜 第9話（2014年3月6日、読売テレビ） - 西嶋葵 役
- おやじの背中 第3話（2014年7月27日、TBSテレビ） - 小泉夕子 役
- ディア・シスター（2014年10月16日 - 12月18日、フジテレビ） - 平安尚子 役
- まっしろ（2015年1月 - 3月、TBS） - 木元さくら 役
- 医師たちの恋愛事情 第8話（2015年5月28日、フジテレビ） - 朝倉貴子 役
- 恋愛あるある。「シングルマザー恋愛あるある」（2015年6月24日、フジテレビ） - 藤田 役
- オンナミチ（2015年8月4日 - 9月22日、NHK BSプレミアム） - 増子愛 役
- 37.5℃の涙 第7話（2015年8月20日、TBSテレビ） - 岡野沙紀 役
- 一千兆円の身代金（2015年10月17日、フジテレビ） - 橋本沙織 役
- スペシャリスト4（2015年12月12日、テレビ朝日） - 海老名未久 役
- ゴールドウーマン（2016年5月28日、テレビ朝日） - 河原明日香 役
- 鼠、江戸を疾る2 第8話（2016年6月2日、NHK） - みつ 役
- 朝が来る（2016年6月 - 7月、東海テレビ） - 白川朱美 役
- 刑事7人 第2シリーズ 第2話（2016年7月20日、テレビ朝日） - 中原雅美 役
- 受験のシンデレラ 第6話・最終話（2016年8月14日・8月28日、NHK BSプレミアム） - 早乙女亮子 役
- 家売るオンナ 第9話（2016年9月7日、日本テレビ） - 雨宮礼 役
- 黒い十人の女 第2話（2016年10月6日、読売テレビ） - 皐山夏希 役
- 潜入捜査アイドル・刑事ダンス 第3話（2016年10月22日、テレビ東京） - 鎗田まみ 役
- 不機嫌な果実スペシャル〜3年目の浮気〜（2017年1月、テレビ朝日） - 夏希 役[31]
- 人形佐七捕物帳 第8話（2017年1月10日、BSジャパン） - お常 役
- こんにちは、女優の相楽樹です。 第2話（2017年3月13日、テレビ東京）
- フリンジマン〜愛人の作り方教えます〜（2017年10月 - 12月、テレビ東京） - 桐野夏美 役[32]
- ザ・ブラックカンパニー（2018年2月4日 - 3月11日、フジテレビONE TWO NEXT） - 菊川玲子 役 [33]
- デイジー・ラック（2018年4月 -、NHK総合） - 高桑瑞枝 役
- やれたかも委員会 エピソード8「太陽の塔編」 (2018年6月18日（17日深夜）、MBS / 6月20日（19日深夜）、TBS）[34] - 岩瀬さつき 役
- インベスターZ（2018年8月31日 、テレビ東京） - 渡辺香里 役
- きのう何食べた? 第1話（2019年4月6日 、テレビ東京） - 千石 役
- 偽装不倫（2019年7月 - 9月11日、日本テレビ） - 伴野灯里 役
- 抱かれたい12人の女たち 第3話（2019年10月20日、テレビ大阪）
- 孤独のグルメ Season8 第5話（2019年11月2日、テレビ東京） - 斎藤由美子 役
- おっさんずラブ-in the sky-（2019年11月2日 - 12月21日、テレビ朝日） - 根古遥 役[35]
- ハムラアキラ〜世界で最も不運な探偵〜 第1話（2020年1月24日、NHK総合） - 珠洲 役
- 伝説のお母さん（2020年2月1日 - 3月21日、NHK総合） - ベラ 役[36]
- 極主夫道（2020年10月11日 - 12月13日、読売テレビ・日本テレビ系） - 田中和子 役[37]
  - 極主夫道 爆笑!カチコミSP（2022年5月27日、日本テレビ） [38]
- アノニマス〜警視庁“指殺人”対策室〜（2021年1月25日 - 3月15日、テレビ東京） - 菅沼 凛々子 役[39]
- あのときキスしておけば（2021年4月30日 - 6月18日、テレビ朝日系） - 田中帆奈美 役[40]
- さまよう刃（2021年5月15日 - 6月26日、WOWOW） - 菅野未知 役[41]
- FM999 999WOMEN'S SONGS 第8話（2021年5月、WOWOWオンデマンド・WOWOWプライム） - 時間を止めた女 役
- おしゃ家ソムリエおしゃ子!2 (2021年10月9日 - 12月25日、テレビ東京) - 館壱めう江 役
- おいハンサム!!（2022年1月8日 - 2月26日、東海テレビ・フジテレビ ） - 伊藤千鶴 役[42]
  - おいハンサム!!2（2024年4月6日 - 5月25日、東海テレビ・フジテレビ）[43]
- 探偵が早すぎる～春のトリック返し祭り～（2022年4月14日 - 6月16日、読売テレビ・日本テレビ系）- 美津山成美 役[44]
- 家電侍（2022年4月2日 - 6月25日、BS松竹東急） - 家電アドバイザー「カージー」（声） 役[45]
- 石子と羽男-そんなコトで訴えます?- 第3話・第4話・第7話・最終話（2022年7月29日・8月5日・8月26日・9月16日、TBSテレビ） - 羽根岡優乃 役[46]
- ドラマチューズ!（テレビ東京）
  - 完全に詰んだイチ子はもうカリスマになるしかないの（2022年11月2日 - 12月21日） - 不美 役 ※MEGUMIによる企画・プロデュース作品[8][47][48]
  - くすぶり女とすん止め女（2023年10月11日 - 11月29日） - ちーママ 役 ※MEGUMIによる企画・プロデュース作品[9]
- インフォーマ（2023年1月20日 - 3月24日、関西テレビ）[49]
- 大奥「8代・徳川吉宗×水野祐之進編」第8回 - 第10回（2023年2月28日 - 3月14日、NHK総合） - 大岡忠相 役[50]
- あなたがしてくれなくても（2023年4月13日 - 6月22日、フジテレビ） - 川上圭子 役[51]
  - あなたがしてくれなくても 特別編（2023年6月29日、フジテレビ）[52]
- unknown 第3話（2023年5月3日、テレビ朝日） - 暁凛 役
- 日越外交関係樹立50周年記念ドラマ「ベトナムのひびき」（2024年3月2日、NHK BSプレミアム4K / 3月17日、NHK BS） - 佐倉美也子 役[53]
- 東京タワー（2024年4月20日 - 6月15日、テレビ朝日） - 川野喜美子 役[54]
- ビリオン×スクール（2024年7月5日 - 9月13日、フジテレビ） - 堺宮子 役[55]
- 錦糸町パラダイス〜渋谷から一本〜（2024年7月13日 - 9月28日、テレビ東京） - 女将 役[56]
- プライベートバンカー（2025年1月9日 - 3月6日、テレビ朝日） - 天宮寺果澄 役[57]
- それでも俺は、妻としたい（2025年1月12日 - 3月30日、テレビ大阪・BSテレビ東京） - 主演・柳田チカ 役（風間俊介とダブル主演）[58]
- ホットスポット 第6話・第9話・最終話（2025年2月16日・3月9日・16日、日本テレビ） - 稲本紀子 役[59]

### 配信ドラマ
- ミス・シャーロック/Miss SherlockEpisode4（2018年4月27日 - 6月15日、Hulu×HBOアジア）-　湊アンナ　役
- いとしのニーナ（2020年5月17日 - 7月6日、FOD） - 養護教諭 役[注 7]
- 全裸監督2（2021年6月24日 全話配信、Netflix） - 大場ますみ 役
- 季節のない街（2023年8月9日、ディズニープラス『スター』） - 河口良江 役[60]
- インフォーマ -闇を生きる獣たち-（2024年11月7日 - 12月26日、ABEMA） - 長澤あすか 役[61]
- ペンション・恋は桃色3（2025年1月10日 - 、FOD） - アカネ 役[62]

### 映画
- HERO（2007年9月8日、東宝） - 河野桜子 役
- SS エスエス（2008年1月12日、リベロ） - ギラ子 役
- BABY BABY BABY! -ベイビィ ベイビィ ベイビィ-（2009年5月23日、東映） - 真理 役
- 人の砂漠（2010年2月27日、東京芸術大学） - 歯医者受付 役
- ヘルタースケルター （2012年7月14日・蜷川実花監督、アスミック・エース）
- 潔く柔く（2013年10月26日、東宝） - 野原チカコ 役
- KABUKI DROP（2016年6月25日、HIGH BROW CINEMA）[63]
- 巫女っちゃけん。（2017年2月3日、スリーパーエージェント） - 美和 役
- くもり ときどき 晴れ（2019年3月2日） - 主演・晴子 役 ※短編映画
- 台風家族（2019年9月6日、キノフィルムズ） - 鈴木麗奈 役
- アイネクライネナハトムジーク（2019年9月20日、GAGA） - 板橋香澄 役[64]
- ひとよ（2019年11月8日、日活） - 稲村二三子 役
- 事故物件 恐い間取り（2020年8月28日、松竹） - カオリ 役
- 大怪獣のあとしまつ（2022年2月4日公開、東映 / 松竹） - 甘栗 ゆう子 役
- 余命10年（2022年3月4日、ワーナー・ブラザース映画） - 文芸社の編集長 役
- 極主夫道 ザ・シネマ（2022年6月3日、ソニー・ピクチャーズ エンタテインメント） - 田中和子 役[65][66][67]
- [窓] MADO（2022年12月16日公開、towaie） - 美井子 役[68][69]
- 零落（2023年3月17日公開、日活 / ハピネットファントム・スタジオ） - 町田のぞみ 役[10] ※プロデューサーも兼任
- 君は放課後インソムニア（2023年6月23日公開、ポニーキャニオン）[70]
- 赦し（2023年3月18日公開、彩プロ） - 岡崎澄子 役
- アイスクリームフィーバー（2023年7月14日公開、パルコ） - 荒川直子 役[71]
- 禁じられた遊び（2023年9月8日、東映） - 野田修子 役[72]
- 愛にイナズマ（2023年10月27日、東京テアトル） - 原 役[73][74]
- あこがれの色彩（2024年5月10日、スタジオレヴォ）[75]
- 映画 おいハンサム!!（2024年6月21日、東宝） - 伊藤千鶴 役[43]
- かくかくしかじか（2025年5月16日、ワーナー・ブラザース映画） - 明子のお母さん 役[76]
- 劇場版 それでも俺は、妻としたい（2025年5月30日、東映ビデオ） - 主演・柳田チカ 役（風間俊介とダブル主演）[77]
- 蔵のある街（2025年8月22日公開予定、マジックアワー） - 紅子の母 役[78][79][80]
- 港のひかり（2025年11月14日公開予定、東映 / スターサンズ） - 大森美和子 役[81]

### 舞台
- 幕末太陽傳（2015年9月、本多劇場）[82]

### 声の出演

#### アニメ
- アストロボーイ・鉄腕アトム（2003年10月12日、フジテレビ） - 和登博士 役

#### 吹き替え
- スパイキッズ3-D:ゲームオーバー（2003年） - フランチェスカ・ギグルス 役
- カンフー・パンダ（2008年） - マスター・ヘビ 役
- カンフー・パンダ2（2011年） - マスター・ヘビ 役
- Empire 成功の代償 シーズン3（2017年）- キティ〈マライア・キャリー〉 役[83]
- マイ・エレメント（2023年） - エレメント・ゲイル 役[84]
- ねこのガーフィールド（2024年） - ジンクス 役[85]

#### ナレーション
- 「NHK地域局発」 ラウンドちゅうごく「人々のために、人々とともに～岡山　大原美術館～」（NHK総合）

### ラジオ
- ハイパーナイト月曜 MEGUMI&すほうれいこのハロハロマンデー（CBCラジオ）
- ハリガネ・MEGUMIのロックな時間 （MBSラジオ）
- MEGUMI-X（FM-FUJI）
- KBCラジオ・チャリティー・ミュージックソン（2002年12月24日 - 25日、KBCラジオ）
- MEGUMIのMAKE ME HAPPY!（2005年4月 - 9月、ニッポン放送）
- MEGUMIのスーパーCHU'sデー!（2005年10月 - 2006年3月、ニッポン放送）
- 松本ひでお 情報発見 ココだけ（2011年10月 - 2012年3月、ニッポン放送）- 金曜日パートナー
- ピピッとサンデー Waku Waku Mix（2013年4月7日 - 2014年3月30日、文化放送）
- Outing Radio 〜週末、何する?〜（2015年4月3日 - 2015年9月11日、ラジオNIKKEI第2）
- LOGOS presents CAMP RADIO（2015年10月1日 - 2023年3月、ラジオNIKKEI第1）

### CM
- サッポロビール
- ネスレ「ネスカフェ サンタマルタ」
- ロート製薬・ファミリーマート「ナチュラルサイクル」
- GyaO
- 森永製菓「ウイダーinゼリー ダイエットウイダー」
- イエローハット
- 岡山県庁「メグミのくに、おかやま」
- 岡山県警察「交通マナー向上キャンペーン」
- 日本中央競馬会「小倉競馬夏開催イメージキャラクター」（2006年）
- アサヒビール「アサヒ極旨」（2007年）
- ロケットカンパニー「シェイプボクシング2 Wiiでエンジョイダイエット!」（2010年）
- 花王「ビオレu」（2011年）
- BOAT RACE振興会「Splash ボートレーサーになりたい!」（2021年）[86]
- ピーチ・ジョン「SALON by PEACH JOHN」（2023年）
- ミツモア エアコンクリーニング（2023年）
- ハウス食品 X-BLEND CURRY(クロスブランドカレー)（2024年 - ）[87]
- ピップ「ピップマグネループEX」（2025年）[88]

### 連載
- PIVIm特集・連載（2025年、PIVIm）[89]
  - SATOKOがPIVImなソウル旅をきっちりコーディネート！ やっぱり楽しい！アガる韓国、YOU＆MEGUMIとご案内します
  - SATOKO Presents YOU＆MEGUMIがリアルに楽しむ PIVIｍなソウル旅 （Vol.1・2）

### その他
- SEGAイメージキャラクター
- きまぐれロボット - 助手役
- 倖田來未のシングル「Cherry Girl」のPV及び倖田來未のアルバム『Black Cherry』付属のDVD収録のショートフィルム「Cherry Girl」出演
- Google Pixel Presents ANOTHER SKY（2024年4月6日、日本テレビ） - 訪問地：スペイン・バルセロナ（自ら企画を持ち込み実現）[12][13]

## ディスコグラフィ

### 本人名義
- 1stシングル「見上げてごらん夜の星を feat.CORN HEAD」［2003.07.16/PICL-0038］週間130位（オリコン）
- Miniアルバム『MY NAME IS MEGUMI』［2003.07.16/PICL-1278］週間90位（オリコン）
- 2ndシングル「No Limit」［2003.12.12/GNCL-0001］圏外（オリコン）
- 3rdシングル「好きなのに」［2004.07.14/GNCL-0003］週間119位（オリコン）
- 1stフルアルバム『LOVE ALL PLAY』［2004.08.25/GNCL-1014］週間234位（オリコン）

### 参加CD
- CORN HEAD 3rdシングル「め組のひと feat.MEGUMI」［2003.07.23/UPCH-5198］
- Yellow Girls「六甲おろし〜Yellow Girls Version〜」［2003.08.27/COCA-50763］

### ビデオ・DVD
- Swing Beat ［DVD:LCDV-20034/VIDEO:LCVR-10034］

## 書籍

### 写真集
- 月刊 MEGUMI（新潮社）
- Megami（学習研究社）
- meg（アクアハウス）

### 著書
- キレイはこれでつくれます（2023年4月19日、ダイヤモンド社）[90]
- 心に効く美容（2024年5月12日、講談社）[91]